# Cifrario Dorabella

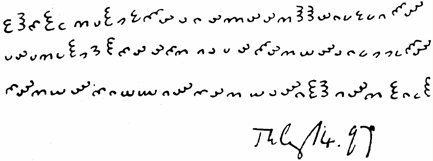
La lettera cifrata.

Il Cifrario Dorabella è una lettera cifrata scritta dal compositore inglese Edward Elgar alla Signorina Dora Penny (1874-1964) nel 1897, il cui significato è rimasto ignoto.
Elgar, grande appassionato di crittografia (scrisse anche articoli in merito), era all'epoca quarantenne, mentre Dora Penny aveva diciassette anni. I due si conoscevano perché il padre della Penny, il Reverendo Alfred Penny, aveva sposato in seconde nozze un'amica di Caroline Alice Elgar, moglie del compositore. I coniugi Elgar trascorsero qualche giorno di vacanza nel luglio 1897 a casa dei Penny, a Wolverhampton, dove strinsero amicizia con l'adolescente. Dopo la vacanza, Elgar inviò una lettera ai Penny per ringraziarli dell'ospitalità, e vi accluse il cifrario, indirizzato espressamente a Dora Penny. La donna non riuscì mai a decifrarlo e non lo rese noto per quattro decenni, quando ne permise la riproduzione nella memoria Edward Elgar: Memories of a Variation (London, Methuen, 1937). In seguito l'originale andò perduto.
Il compositore e la donna rimasero in buoni rapporti: nel 1899 Elgar dedicò la decima variazione delle sue famigerate Enigma Variations proprio a Dora Penny.
Il cifrario consiste di 87 caratteri scritti su 3 linee di testo ed appare basato su un alfabeto di 24 simboli che ricordano vagamente la scrittura araba a causa del fatto che ogni simbolo è costituito da 1, 2 oppure 3 semicerchi ed è orientato in una di 8 direzioni; l'orientamento di alcuni simboli è, comunque, ambiguo. Un piccolo punto, dal significato ignoto, appare dopo il quinto carattere della terza linea.
Un controllo sugli 87 simboli rivela una frequenza molto vicina a quella che si avrebbe nel caso il cifrario fosse un semplice cifrario a sostituzione basato su testo in chiaro scritto in Inglese ma i tentativi di decifrare il messaggio segreto seguendo questa idea non hanno portato a nessun risultato leggibile, facendo intendere che il cifrario possa essere ben più complesso.
Nel 1970, tuttavia, il musicologo e crittografo Eric Sams ha proposto una dettagliata soluzione del messaggio a Dora Penny, mettendola poi in relazione anche con una possibile spiegazione dell'Enigma musicale di Elgar (il tema segreto delle Variazioni "Enigma").